# Чиксте, Артур Эдуардович
Артур Эдуардович Чи́ксте (латыш. Arturs Čikste, 1930—1992) — советский хозяйственный и общественный деятель, председатель колхоза «Накотне» Елгавского уезда Латвийской ССР. Герой Социалистического Труда.

## Биография
Родился в 1930 году в Могилёвской области Белорусской ССР, был вторым ребёнком в семье Эдуарда и Алвине Чиксте. Латыш.
В 1938 году Эдуард Чиксте был осуждён по сфабрикованному по указанию наркома внутренних дел Н.Ежова «Делу Латышского национального центра». Он был реабилитирован в 1965 году.
Во время Великой Отечественной войны Алвине Чиксте с тремя детьми направилась в Латвию и поселилась в Шкибской волости Добельского уезда.
Здесь Артур закончил девятилетнюю школу, а когда его мать 20 ноября вошла в число учредителей первого в Латвийской ССР колхоза «Накотне» Добельского уезда, начал работать в колхозе.
В 1948 году руководимое им звено получило урожай ржи 30,3 центнера с гектара на площади 12 гектаров. Указом Президиума Верховного Совета СССР от 30 апреля 1949 года удостоен звания Героя Социалистического Труда «за получение высокого урожая ржи при выполнении колхозом обязательных поставок и контрактации по всем видам сельскохозяйственной продукции, натуроплаты за работу МТС в 1948 году и обеспеченности семенами всех культур в полной потребности для весеннего сева 1949 года» с вручением ордена Ленина и золотой медали Серп и Молот.
Член ВКП(б) с 1950 года. После службы в Советской Армии (1950—1953) окончил сельскохозяйственную школу в Залениеках, работал агрономом, с 1957 — председателем колхозов «Яуна гварде», «Гайсма», «Аури» Добельского района.
Окончил Высшую партийную школу при ЦК КПСС.
С 15 сентября 1966 года — председатель колхоза «Накотне» Добельского района, в котором раньше работал агрономом. В период его руководства, уже в 1969 году, колхоз стал «миллионером» — получал ежегодно доход более миллиона рублей.
Артур Чиксте избирался депутатом Верховного Совета Латвийской ССР 3-го, 4-го и 11-го созывов (член Мандатной комиссии), Верховного Совета СССР 9-го и 10-го созывов.
1 июня 1990 года ушел с должности председателя колхоза по состоянию здоровья.
Заслуженный работник сельского хозяйства Латвийской ССР.
Умер в Латвии 12 апреля 1992 года. Похоронен на кладбище в Рое.

## Трудовой подвиг
Рекорд урожайности ржи (30,3 центнера с гектара против 12-15 центнеров в целом по республике) звено Артура Чиксте поставило на главном поле колхоза площадью 12 га. При обработке почвы использовалась только конная тяга, удобрений у крестьян тогда не было. При подсчете урожая комиссия из района тщательно взвесила всё собранное зерно и даже площадь поля перемерила. Всё оказалось по-честному, за что Чиксте и получил звезду Героя Социалистического Труда. «Работали на энтузиазме», — вспоминал Артур Эдуардович.

## Личность
Артур Чиксте был прирождённым руководителем и умелым хозяйственником. В его команде были собраны талантливые специалисты, ответственные каждый за свой участок работы, инициативные. Чиксте не только умел находить для колхоза доходные направления работы, но и организовывал в хозяйстве уникальные производства, — например, агар-агара для кондитерской промышленности и косметологии, норкового жира для косметологии (побочного продукта производства мехов на звероферме).
«Это может только Чиксте, — говорили о нём колхозники. — Чиксте чёрта из ада вытащит, и сделает этого потому, что работает не на личное благо, но на благо своего колхоза, колхозников, страны».

## Память
В 2017 году бывшие подчинённые Артура Чиксте начали сбор пожертвований, чтобы установить мемориальную доску на здании бывшего колхозного правления, где ныне располагается правление Глудской волости, создав общество «Tautsaimnieka Artūra Čikstes piemiņai (Памяти хозяйственника Артура Чиксте)». «Прошёл 51 год с тех пор, как в 1966 году Артур Чиксте возглавил колхоз „Накотне“, и 40 лет с поры, когда близлежащие колхозы «Красный луч (Sarkanais Stars)» и «Земгале» были к нему присоединены. Таким образом в нынешней Глудской волости было создано единое, очень сильное и нацеленное на развитие хозяйство. Можно смело утверждать, что любой живший тогда в посёлках Накотне, Земгале и Дорупе, на близлежащих хуторах, с гордостью говорил: «Мы живем в Накотне (в будущем)! Мы из Накотне (будущего)!» Сделанное в те годы служит мощной поддержкой в повседневности нынешних жителей волости и предпринимателей. Крупнейший вклад был сделан в создание инфраструктуры посёлка. Вклад Артура Чиксте неоспорим и очень значителен. Поэтому правильно было бы установить в его честь мемориальную доску, которая напоминала бы жителям и гостям поселка о том, как однажды расцвело Накотне», — заявил представитель общества Юрис Канепе.
15 декабря 2018 года мемориальная доска была установлена. Её автор — Арманд Вецванагс.